# Gauriganj (Uttar Pradesh)
Gauriganj (Hindi: गौरीगंज Gaurīgañj [ˈɡɔːriːɡʌndʒ]) ist ein Ort im indischen Bundesstaat Uttar Pradesh. Er liegt rund 110 Kilometer nordwestlich von Prayagraj und 115 Kilometer südöstlich von Lakhnau in der Region Awadh (Oudh) in Zentral-Uttar-Pradesh. Die nächstgrößere Stadt ist Amethi 15 Kilometer östlich. Gauriganj ist Verwaltungssitz des Distrikts Amethi (ehemals Chhatrapati Shahuji Maharaj Nagar). Gauriganj ist über die Bahnstrecke von Lakhnau über Raebareli nach Varanasi an das Eisenbahnnetz angebunden.